# Escondida de la Selva
Escondida de la Selva är en ort i Mexiko.   Den ligger i kommunen León och delstaten Guanajuato, i den centrala delen av landet, 300 km nordväst om huvudstaden Mexico City. Escondida de la Selva ligger 1 901 meter över havet och antalet invånare är 241.
Terrängen runt Escondida de la Selva är kuperad åt nordost, men åt sydväst är den platt. Runt Escondida de la Selva är det mycket tätbefolkat, med 1 221 invånare per kvadratkilometer. Närmaste större samhälle är León de los Aldama, 6,9 km sydväst om Escondida de la Selva. I omgivningarna runt Escondida de la Selva växer huvudsakligen savannskog.